# 1288
| [ Edytuj tabelę ]                          |                                                              |
| Książę Małopolski                          | - 1279 Leszek Czarny 1288 - 1288 Henryk IV Prawy 1290        |
| Książę Wielkopolski                        | - 1273 Przemysł II 1296                                      |
| Król Albanii                               | - 1285 Karol II 1301                                         |
| Współksiążęta Andory                       | - 1278 Pere d'Urg 1293 - 1278 Roger Bernard I 1302           |
| Król Angkoru                               | - 1244 Dżajawarman VIII 1295                                 |
| Król Anglii                                | - 1272 Edward I 1307                                         |
| Król Aragonii i Walencji, hrabia Barcelony | - 1285 Alfons III Liberalny 1291                             |
| Margrabia Brandenburgii                    | - 1267 Konrad 1304 - 1267 Otto IV 1308                       |
| Książę Burgundii                           | - 1272 Robert II 1306                                        |
| Książę Dolnej Bawarii                      | - 1253 Henryk XIII 1290                                      |
| Książę Górnej Bawarii                      | - 1253 Ludwik II 1294                                        |
| Cesarz Bizancjum                           | - 1282 Andronik II Paleolog 1328                             |
| Car Bułgarii                               | - 1280 Jerzy I Terter 1292                                   |
| Cesarz Chin                                | - 1279 Kubilaj-chan 1294                                     |
| Król Cypru                                 | - 1285 Henryk II 1306                                        |
| Król Czech                                 | - 1278 Wacław II 1305                                        |
| Król Danii                                 | - 1286 Eryk Menved 1319                                      |
| Władca Egiptu                              | - 1279 Kalawun 1290                                          |
| Cesarz Etiopii                             | - 1285 Jagbya Tsyjon 1294                                    |
| Król Francji                               | - 1285 Filip IV Piękny 1314                                  |
| Król Gruzji                                | - 1271 Dymitr II Ofiarny 1289                                |
| Hrabia Holandii                            | - 1256 Floris V 1296                                         |
| Cesarz Japonii                             | - 1287 Fushimi 1298                                          |
| Kalif                                      | - 1262 Al-Hakim bi-Amr Allah 1302                            |
| Król Kastylii i Leónu                      | - 1284 Sancho IV Odważny 1295                                |
| Patriarcha Konstantynopola                 | - 1275 Jan XI Bekkos 1289 - 1283 Grzegorz II Cypryjczyk 1289 |
| Władca Korei                               | - 1274 Ch’ungnyŏl 1308                                       |
| Wielki książę litewski                     | - 1285 Butygejd 1291                                         |
| Sułtan Maroka                              | - 1286 Abu Jakub Jusuf 1307                                  |
| Książę Mediolanu                           | - 1287 Matteo I Wielki 1302                                  |
| Książę Moskwy                              | - 1283 Daniel Aleksandrowicz 1303                            |
| Król Nawarry                               | - 1284 Filip I 1305                                          |
| Król Norwegii                              | - 1280 Eryk II Wróg Księży 1299                              |
| Hrabia Palatynatu                          | - 1253 Ludwik II Bawarski 1294                               |
| Papież                                     | - 1288 Mikołaj IV 1292                                       |
| Król Portugalii                            | - 1279 Dionizy I 1325                                        |
| Sułtan Rumu                                | - 1284 Masud II 1293                                         |
| Książę Rusi halickiej                      | - 1270 Lew I 1300                                            |
| Cesarz Rzymski (niemiecki)                 | - 1273 Rudolf I Habsburg 1291                                |
| Książę Saksonii                            | - 1260 Albrecht II 1298                                      |
| Król Serbii                                | - 1282 Stefan Urosz II 1321                                  |
| Król Singasari                             | - 1268 Kertanagara 1292                                      |
| Król Szkocji                               | - 1286 Małgorzata 1290                                       |
| Król Szwecji                               | - 1275 Magnus I Birgersson Ladulås 1290                      |
| Doża Wenecji                               | - 1280 Giovanni Dandolo 1289                                 |
| Król Węgier                                | - 1272 Władysław IV Kumańczyk 1290                           |
| Wielki mistrz zakonu krzyżackiego          | - 1283 Burkhard von Schwanden 1290                           |

Rok 1288 / MCCLXXXVIII
stulecia: XII wiek ~
XIII wiek ~
XIV wiek

lata: 1278 «
1283 «
1284 «
1285 «
1286 «
1287 «
1288
» 1289
» 1290
» 1291
» 1292
» 1293
» 1298

## Wydarzenia w Polsce
- 30 września – zmarł książę krakowsko-sandomierski Leszek Czarny. Panowanie rozpoczął Henryk IV Probus, książę krakowski wbrew woli szlachty, która na tronie osadziła Bolesława II; po kilku potyczkach zbrojnych władzę utrzymał Henryk. Zjednoczenie podzielonych od dawna ziem polskich zostało rozpoczęte.
- Władysław Łokietek zdobył Ziemię Sieradzką.
- Jelenia Góra otrzymała prawa miejskie.
- Pierwsza wzmianka o Mielnie.
- Pierwsza wzmianka o wsi Boguszyce (powiat oleśnicki).
- Pierwsza wzmianka o Swadzimiu.
- Pierwsza wzmianka o wsi Gromnik.
- Pierwsza wzmianka o mieście Bielawa.

## Wydarzenia na świecie
- 22 lutego – papieżem został Mikołaj IV.
- 5 czerwca:
  - późniejszy król i cesarz rzymski Henryk VII został hrabią Luksemburga.
  - wojna o sukcesję limburską: decydujące zwycięstwo księcia Brabancji Jana I nad arcybiskupem Kolonii Zygfrydem von Westerburgiem w bitwie pod Worringen.
- Kawalerowie Mieczowi i Krzyżacy rozpoczęli podbój Kurlandii (przeciw plemionom Kurów (Kuronów) i Łotyszów).
- Modena signorią rodu d’Este.
- Heidelberg stolicą Palatynatu.
- Düsseldorf uzyskał prawa miejskie.
- Cimabue zaczął malowanie fresków w kościele św. Franciszka w Asyżu.
- W Lizbonie powstał pierwszy portugalski uniwersytet (Universidade de Lisboa e Universidade).
- Bitwa na rzece Bạch Đằng, w której Wietnam pokonał chińską armię chana Kubilaja.

## Urodzili się
- 5 kwietnia – Go-Fushimi, cesarz japoński
- 1 września – Ryksa Elżbieta, córka księcia wielkopolskiego Przemysła II królowa czeska i polska (zm. 1335)[1]
- 26 listopada – Go-Daigo, cesarz japoński
- data dzienna nieznana:
  - Karol Robert Andegaweński, król węgierski (zm. 1342)[2]
  - Lewi ben Gerson, teolog żydowski, filozof i astronom (zm. ?)

## Zmarli
- 15 lutego – Henryk III Dostojny, książę z dynastii Wettynów (ur. ok. 1215)
- 24 kwietnia – Gertruda Babenberg, tytularna księżna Austrii i Styrii (ur. 1226)[3]
- 5 czerwca – Henryk VI Luksemburski, hrabia Luksemburga (ur. 1240)[4]
- 30 września – Leszek Czarny, książę łęczycki, sieradzki, krakowski i sandomierski (ur. ok. 1241)[5]
- 19 listopada – Rudolf I, margrabia Badenii (ur. ok. 1230)[6]